# Johan Christopher Toll
Johan Christopher Toll (ur. 1 lutego 1743, zm. 21 maja 1817) – szwedzki dyplomata, wojskowy i polityk.
Pochodził z rodziny o korzeniach holenderskich, której przedstawiciele są dostrzegalni źródłowo od XIII wieku. W XVI ród przeniósł się do bałtyckich prowincji Szwecji.
Zasiadał w parlamencie szwedzkim. W czasie obrad riksdagu 1771/1772 „partia czapek” pozbawiła go urzędu poselskiego, więc potem zdecydował się poprzeć absolutystyczne dążenia nowego króla Gustawa III. To między innymi dzięki Tollowi zamach stanu z 1772 spowodował, że Gustaw III osiągnął swój cel, jakim była monarchia absolutna w Szwecji i zlikwidowanie parlamentaryzmu. 21 maja 1772 wyruszył ze Sztokholmu, by przekupić strażników ważnej twierdzy Kristianstad.
Po śmierci Gustawa III (1792), Toll został naczelnym dowódcą armii szwedzkiej w prowincji Skania.
W okresie od 8 stycznia 1793 do 9 sierpnia 1794 był szwedzkim posłem w Warszawie. Wspierał stronnictwo profrancuskie w Polsce i starał się osłabiać wpływy rosyjskie. Właściwie jako jedyny z obcych dyplomatów przebywających w Polsce odważył się przeciwstawiać woli rosyjskiego ambasadora Osipa Igelströma. Podżegał Polaków do buntu i, według niektórych źródeł i opracowań, obiecywał szwedzką pomoc w razie konfliktu z Rosją.
W czasie wojen napoleońskich brał udział w obronie Stralsundu przed atakiem.